# Лафејет (Џорџија)
Лафејет (енгл. LaFayette) град је у америчкој савезној држави Џорџија. По попису становништва из 2010. у њему је живело 7.121 становника.

## Демографија
Према попису становништва из 2010. у граду је живело 7.121 становника, што је 419 (6,3%) становника више него 2000. године.
| Група             | 2000.         | 2010.         |
| Белци             | 6.029 (90,0%) | 6.225 (87,4%) |
| Афроамериканци    | 478 (7,1%)    | 531 (7,5%)    |
| Азијати           | 32 (0,5%)     | 63 (0,9%)     |
| Хиспаноамериканци | 72 (1,1%)     | 147 (2,1%)    |
| Укупно            | 6.702         | 7.121         |